# リヴォニア戦争
リヴォニア戦争（リヴォニアせんそう、英語: Livonian War）は、1558年から1583年、テッラ・マリアナ（中世リヴォニア、現在のエストニア、リヴォニア）の支配を巡り行なわれた戦争。モスクワ国家（モスクワ大公国、ロシア・ツァーリ国）、ポーランド・リトアニア連合、スウェーデン王国が、リヴォニアを主戦場にし戦った。1557年（リヴォニア騎士団が加盟）、リヴォニア連盟とポーランド・リトアニア連合（後のポーランド・リトアニア共和国）が相互安全保障条約を結び、イヴァン雷帝は、リヴォニアによるロシアへの敵対行為とみなし、ロシアがリヴォニア騎士団領に侵攻し開戦した。
1561年、リヴォニア騎士団は解散、世俗化した。テッラ・マリアナは、リヴォニア公国とスウェーデン・エストニアとなり、デンマーク王はBishopric of Ösel–Wiekを買った。1558年から1578年まで、タルトゥやナルヴァでの軍事的成功と共にロシアの支配が主流となった。
1576年以降、ポーランド・リトアニア共和国が好戦、1577年–1578年のスウェーデン・ポーランド・リトアニア同盟によるリツェーシスの戦いでの抗戦を含む。これはポーランド王ステファン・バートリのリヴォニア戦役を拡大させ、長く厳しいプスコフ包囲戦へと縺れ込んだ。
1582年のヤム・ザポルスキの和約のもと、ロシアとポーランド・リトアニア共和国は終戦した。ロシアは、リヴォニアとポラツク（現ベラルーシ）からポーランド・リトアニアまでの元占拠地を失った。1583年、ロシアとスウェーデンはプリューサ条約に調印し、スウェーデンはエストニア公国を保持しながら大部分のイングリアとリヴォニア北部を獲得した。

## 概要
西欧との通商を求めてバルト海への進出を試みるモスクワのツァーリ・イヴァン4世がリヴォニア騎士団へ宣戦布告したことでリヴォニア戦争は始まった。
なお、ほぼ同時期、エストニア（エストラント）を巡ってデンマークとスウェーデンとが北方七年戦争（1563年 - 1570年）を起こしているが、直接リヴォニア戦争と関連している訳ではない。デンマーク、スウェーデンが主な戦場としたのは、エストニアやスカンディナヴィア半島であり、ポーランド、ロシアとは直接、戦端を開いていない。
この戦争の最中、ポーランド・ヤギェウォ家とスウェーデン・ヴァーサ家は婚姻関係を結び、同時に対ロシア同盟を組んだ。この同盟により、ロシアはポーランド・スウェーデンから挟撃されることとなった。
侵略の危機に晒されたリヴォニア騎士団は、まずリトアニア大公国と同盟し、さらにポーランド王の従属国化を承認したものの、ロシア軍の侵攻により、滅亡は避けられない状況となった。これに目を付けたリトアニア大公国軍とスウェーデン王国軍がリヴォニアに侵攻したため、リヴォニア騎士団領は解体される事となった。デンマークは、スウェーデンのバルト海進出を阻む為に別個の戦端を開いた。
この状態を見たリヴォニア騎士団長ゴットハルト・ケトラーは、ポーランド王国に臣従し、残った領地をもってポーランドの後ろ盾でクールラント公国を建国した（1561年）。その後リトアニア大公国軍は、ロシア軍と交戦し有利に立つものの、国力を浪費し、長期戦に耐えることが不可能となり、同君連合を取るポーランド王国軍の参戦を求めた。ここにポーランドは直接参戦に踏み切ることになった。またリトアニア大公国の支配階層の多数を占めたルーシ人の住む広大な地域（現在のベラルーシ、ウクライナ、ロシアのスモレンスク地方に相当）はポーランド王国のいくつかの県として再編された。ポーランドとリトアニアは1569年にルブリン合同を結び、両国は共通する議会を持つ一体の政治機構となった。以降のポーランド・リトアニア連合を、「共和国」と呼ぶようになる。
ポーランド・リトアニア共和国の国力は強大となり、リトアニア大公国がウクライナ地方を持っていたときに交わした隣接するクリミア・ハン国との同盟を利用し、オスマン帝国とクリミア・ハン国の共同作戦（露土戦争、1568年 - 1570年）を引き出した。1570年にその講和条約がオスマン帝国とロシアの間で締結されたが、1571年にはクリミア・ハン国が単独でモスクワに侵攻し（ロシア・クリミア戦争）、モスクワを焼き払った（モスクワ大火 (1571年)）。スウェーデンもエリク14世から王位を簒奪したヨハン3世の元で北方七年戦争を終結させ、再攻撃を開始した。ヨハン3世は前国王エリク14世を幽閉、1577年にこれを毒殺し、前王妃・王太子を追放してヴァーサ家の本家としてスウェーデン＝フィンランドに君臨した。ポーランドは1572年にヤギェウォ朝が断絶。翌1573年に選挙王政となった。この隙をついてロシアが反撃を始めたものの、ポーランドの政治体制はもともと王権の弱い議会制であり、首相に相当するカンツェシュを事実上の長とする国王評議会（内閣）が軍事・外交を含めた行政のすべてを運営していたため、これはロシアの誤算であった。ロシア軍による侵攻は一時的にはリヴォニアの領有を果たすことに成功したものの、ほどなく北からのスウェーデン、南からのポーランドの同盟軍の反撃に遭い、ロシアの国力を大きく疲弊させられることとなった。余勢を駆ったポーランド軍はさらにステファン・バートリ王の元で逆にロシアに侵攻したが、ポーランドも選挙王政に入り国会による審議や会計監査が厳格化されたことで、政府は出費のかさむ長期戦を余儀なくされることを避けることを決定、和平を結ぶ事に同意した。イヴァン4世も自国の主要都市が包囲されたことで防衛のために和平交渉を開始し、1582年に両国はローマ教皇の仲介で、戦前の状態に戻すことで、休戦条約が結ばれた（ヤム・ザポルスキの和約）。
1583年スウェーデンとプリューサ条約（露: Плюсское перемирие、スウェーデン語: Stilleståndsfördrag vid Narva å och Plusa）を締結して休戦し、スウェーデンはリヴォニアから撤退し、ロシアはエストニア（エストニア公国）とナルヴァとラドガ湖西岸をスウェーデンに割譲した。この結果、ロシアのバルト海進出は絶望的となった。

## 結果と影響
これによって完全にリヴォニア戦争は終結した。直後の1584年にイヴァン4世が没し、モスクワはこれにより国力の低下をもたらした。さらに専制政治的なツァーリズムに対する大貴族層の反動政治により国家機能の喪失をもたらし、後の動乱（スムータ）の原因となった。さらにポーランド・リトアニア共和国とスウェーデン・バルト帝国の勢力に阻まれ、両国によってヨーロッパから駆逐される形となった。これによりロシアはツァーリ権力の衰微と共に、17世紀半ばまで弱体化して行くこととなる。
その後のリヴォニアは、ポーランド・リトアニア共和国とスウェーデン王国による王位継承問題を巡る抗争の中でスウェーデン・ポーランド戦争の戦地の一つとなり、1629年に南部のクールラントとラトガレ（リヴォニア公国、1621年にインフランティ公国）が共和国に留まり、リガを含めた中・北部がスウェーデン領リヴォニア（リーフランド）として分割された（リヴォニアは、ポーランドの勢力下ではイエズス会、スウェーデンの影響下に入った地域ではルーテル教会の布教が行われた。リヴォニア戦争前後を通じて両派の活動によりリヴォニアは解体・分離して行く事となった。一方、布教が現地語で行われたことで、この地域の行政単位が色分けされて行き、この地域の支配者であるバルト・ドイツ人とは異なる民族意識の覚醒が近代において起こることとなり、エストニア人、リヴォニア人(ラトビア人)としての共通の認識を醸成して行くこととなる）。スウェーデンはリヴォニアの大半を獲得し、17世紀を通じてこの地域への影響力を持つこととなった。
ポーランド王国はリトアニア大公国との間で国家体制を一元化して共和国（コモンウェルス）を形成することに成功、クールラント公国の宗主国となり大国の座を確実なものとした。またスウェーデンも、ロシアから領土をもぎ取り、北方七年戦争においてもデンマークを退けた事により、17世紀のバルト帝国創設のきっかけとなった。一方でスウェーデン内部では、ポーランド王家と共通の王家によりポーランド人、ルーシ人たちとともにポーランド・リトアニア・スウェーデン共和国という巨大な議会制の国際政治機構を成立しようと画策するヴァーサ家の本家筋を中心としたカトリック諸侯のコスモポリタンな勢力と、それに反対するヴァーサ家の分家筋を中心としたスウェーデン人のプロテスタント諸侯の民族主義・絶対主義系の勢力の間で、封建主義脱却後の近世の体制をめぐって確執が続いていた。この確執のためスウェーデンはポーランドからの支援を十分に受けることができず、1590年からのロシア・スウェーデン戦争に敗れ、1595年にリヴォニア戦争で得たフィンランド湾深奥部をロシアに奪われた。スウェーデンは、1610年のイングリア戦争でこの地域を奪回したが、長期に渡る戦争と国内の混乱により、国力が低下して弱体化して行くこととなった。
1587年にポーランド国王、リトアニア大公に即位したジグムント3世は、1592年にはスウェーデン王にも即位した。彼はイエズス会に教育を受けた熱烈なカトリック教会の信奉者であり、コモンウェルスの領域を疲弊したロシア・ツァーリ国にも拡大しようと目論んだ。彼は専制的で共和国と統一的なヴァーサ王朝拡大によるカトリック化の推進によって国内外に摩擦と抗争を引き起こすこととなる。これはヴァーサ家の出身地のスウェーデンに直接影響を及ぼし、反対者による分離運動に発展して行くこととなった。さらにリューリク朝断絶によって動乱時代を迎えていたロシアへの介入も問題の拡大に拍車をかけることとなった。共和国内においても、ポーランド・ヴァーサ家の専制政治への試みは、セイムとの対立を引き起こす結果となり、君主と議会の確執は、健全な議会制民主主義の発展を阻害して行くこととなった。
ポーランド・リトアニア・スウェーデン共和国はごく短期間のみ機能した。しかしカトリックのジグムント3世は、幼いころからポーランドに住み、生涯ポーランドをその治世の中心地としていたため、叔父で摂政のカールと配下のプロテスタント諸侯が1598年にスウェーデンをプロテスタント国家へと戻すべくスウェーデン国内で反乱を起こすと、ポーランドからの遠征による鎮圧を試み、失敗に終わった。以後ポーランド・リトアニア・スウェーデン共和国は名目上は存続したものの事実上は機能不全となり、ヴァーサ家もジグムント3世の系統の「ポーランド・ヴァーサ家」と反乱者である叔父のカール9世の系統の「スウェーデン・ヴァーサ家」に完全に分裂していった。17世紀のスウェーデンは、グスタフ・アドルフの元で絶対王政とバルト海の支配権を固めつつあり、事実上の再合同は不可能となって行った。ポーランド・リトアニア・スウェーデン共和国はポーランド＝リトアニアとスウェーデンとの間の幾度かの激しい戦いを経て、のちの三十年戦争の終結により名目上においてもポーランド・リトアニア共和国と大国の座を勝ち取ったスウェーデン・バルト帝国に完全に分離することとなり、最終的にスウェーデン王位への請求権は、1660年に放棄することとなった。
ロシアにおいても動乱時代にポーランド・リトアニア共和国は、モスクワを占領しツァーリ位を獲得したにもかかわらず、ジグムント3世によるツァーリ戴冠とカトリック化の野心によってロシアの反カトリック主義と反ポーランド感情を呼び起こし、ロシアとの平和的合同（ポーランド・リトアニア・モスクワ連合）の構想は覆され、ロシア人王朝であるロマノフ朝が創設されることとなった。このため、ジグムント3世の子ヴワディスワフは、名目的にツァーリの称号を名乗っていたが、1634年に国境線の確定と引き替えにレガリアと称号を最終的に放棄するに至った。
リヴォニア戦争においてポーランドのヤギェウォ家との婚姻によってヴァーサ家はポーランド・リトアニア共和国に迎えられることとなったが、そのポーランド・ヴァーサ家の暴走が、その後の17世紀におけるポーランド・リトアニア共和国、スウェーデン王国、ロシア・ツァーリ国の三国関係に決定的な影響をもたらすこととなった。そして17世紀半ば、両ヴァーサ家の抗争は頂点に達し、スウェーデンは北方戦争としてポーランド・リトアニア共和国に侵攻し、一方、国力を回復したロシア・ツァーリ国もロシア・ポーランド戦争を起こし、さらにその周辺国にも軍事侵攻を許し、「大洪水時代」という未曾有の戦乱が引き起こされることとなった。ポーランド・リトアニア共和国は、最終的には侵略国を撃退したものの、その代償は共和国の荒廃と東欧の覇権国からの転落であった。ポーランド・ヴァーサ家の野心的な対外政策は、結果として共和国の衰退とヴァーサ王朝自体の終焉に至ることとなる。

## 関連文献
- 志摩園子 『物語 バルト三国の歴史』 中公新書、2004年。ISBN 4-12-101758-7
- 武田龍夫 『物語 北欧の歴史』 中公新書、1993年。ISBN 4-12-101131-7
- 百瀬宏、熊野聰、村井誠人編 『北欧史』 山川出版社、1998年。ISBN 4-634-41510-0